# Vallanes (Fljótsdalshérað)
Vallanes ist ein Bauernhof in der Gemeinde Múlaþing im Osten Islands.
Das Gebiet des Hofes liegt am Ostufer des Sees Lögurinn und war bis 1975 auch ein Pfarrhof. Die örtliche Kirche wurde 1930 errichtet. 
Unter anderem wohnten der Pfarrer und Dichter Stefán Ólafsson (1619–1688) und Einar Hjörleifsson Kvaran auf diesem Hof. 